# カーオ王国
カーオ王国 (เมืองกาว) は、現在のナーン県を中心に住んでいたタイ族の一派であるカーオ・ナーンと呼ばれる民族集団が13世紀に作った都市国家である。初期はワラナコーンを中心とした弱小国家であり、13世紀には早くもパヤオ王国のガムムアン王の占領を受けたが、後に奪回し都をパヤオの干渉の少ないナーンに遷都したが、スコータイ王朝の干渉を受けた。1450年頃には世襲の君主は廃されチエンマイのラーンナー王朝の覇権下に入った。

## 歴史

### 民話的建国史
『ナーン年代記』によればムアン・ヤーンという都市国家の君主、プーカー王の二人の息子がいたが、兄のクンヌン王子は東方へ行きヴィエンチャンを建設した。一方、弟のクンフォーンはプワへ行きムアン・ワラナコーン（現ナーン県・プワ郡）を建設した。これが王国の始まりとされている。
一方、そのクンフォーンの息子カオクアンは、父のワラナコーンを治めていたが、祖父が、ヤーンに呼び寄せ、代わりに妻のカムピンにワラナコーンを治めさせた。この逸話は、ワラナコーンとヤーンが互いに親密な都市であったことをしめす逸話である。
その後、パヤオ王国のガムムアン王がワラナコーンに君主が居ない隙をねらって、ワラナコーンを占領したが、このときカムピンは身ごもっており、このおなかの息子は生まれて後に成人するとガムムアンの元で働いた。この青年は、ガムムアンの家族の争いにつけ込んでワラナコーンを占領。ガムムアンの妻と子供も奪い、ガムムアンをワラナコーンから追い出した。

### 遷都とその後

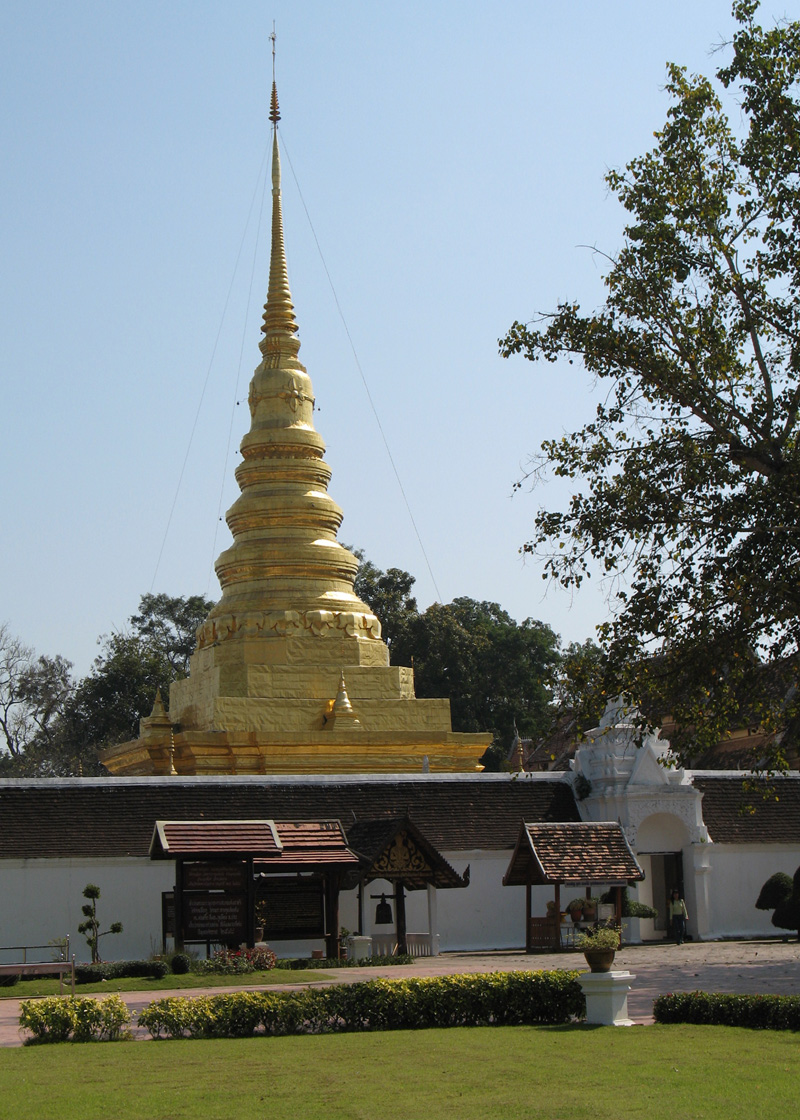
プラタート・チェーヘーン

この青年はガムムアンを追い出すとパーノーン王と名乗り1323年即位した。この王の息子、カーンムアンは王になるとスコータイ王朝と友好関係を結び、スコータイを訪問、スコータイから仏舎利や金銀を頂戴した。このたびの後、ワラナコーンの仏僧ダンマパーラ大長老に仏舎利をどこに安置するか諮問した。
ダンマパーラ大長老はプーピエンと呼ばれる場所に仏舎利を安置することを提案し、カーンムアンはこれを受けてプーピエンの開発を行いウィエン・プーピエンの建設を行った。その後1363年王位についたパーコーン王はウィエン・プーピエンがひどい干ばつを起こしたことから、1368年ナーン川対岸に遷都した、これが現在のナーン市である。
その後カムタン王、シーチャンタ王などが即位したがプレーから1397年、突如軍隊が攻め入り、テーラと呼ばれる人物が王位を簒奪し、数ヶ月後、このテーラ王の弟であるウンムアン（オーンモーン）王が即位した。しかし、この王位簒奪は失敗に終わり、チャリエン（現在のシーサッチャナーライ）に逃げ込んでいたシーチャンタの弟、フンが攻め上り1398年元の王家に王位が戻った。
しかし、1450年ごろ、チエンマイのティローカラートが攻め入り、最後の王であったケーンターオ王はチャリエンに逃げ去り、同一王家による世襲は終わり、ナーンはチエンマイの覇権下に入り王国は終わりを告げた。

## 君主
年代は『ナーン年代記』による。
- プーカー พระญาภูคา （始祖とされる）

1. クンフォーン พระญาขุนฟอง
2. カオクアン พระญาเก้าเกลื่อน
  - カムピン妃による代理統治　แม้ท้าวคำพิน
3. パーノーン พระญาผานอง (1323 - 1353)
4. カーンムアン พระญาครานเมือง (1353 - 1363)
5. パーコーン พระญาผากอง (1363 - 1386)
6. カムタン ท้าวคำตัน (1386 - 1396)
7. シーチャンタ พระญาสรีจันทะ (1396 - 1397)
8. テーラ พระญาเถระ (1397)
9. オーンモーン（ウンムアン） พระญาออนโมง หรือ อุ่มเมือง (1397 - 1398)
10. フン พระญาหุน (1398 - 1406)
11. プーケーン พระญาพูแขง (1406 - 1416)
12. パン พระญาพัน (1416-25)
13. ケーンターオ（インタケーン） พระญาแก่นท้าว หรือ อินทะแก่น (1432)
14. ペーン พระญาแพง (1432 - 1434)
15. ケーンターオ（2度目） พระญาแก่นท้าว (1434 - 1450)